# Hendrik I van Borselen
Hendrik I van Borselen (of Borssele) (1336 – 1401) was heer van Veere en Zandenburg.

## Levensloop
Hendrik I was een zoon van Wolfert III van Borsele en Hedwig Both van der Eem, een dochter van Gijsbrecht Both van der Eem (1235-?) en Margretha van Arkel (1300-1368). Hij moet na 1358 zijn broer Wolfert IV van Borsele zijn opgevolgd, die zonder nageslacht was overleden. In 1362 werd hij tot ridder verheven en tussen 1364 en 1368 wordt hij herhaaldelijk genoemd als raadslid aan het grafelijk hof en ook in 1377 en 1379. Onder zijn bewind werd er begonnen met de stenen ommuring van Veere.
Hij huwde in juni 1383 met Maria van Vianen (1362-?) (dochter van Gijsbert van Vianen (1320-1391) en Beatrijs van Egmond (1335-1390). Ze kregen de volgende kinderen:
- Wolfert V van Borsele, (1384/85-1409) opvolger
- Catherina van Borsele (1386-?)

Hendrik zou na de dood van zijn vrouw Maria nogmaals getrouwd zijn, nu met Margeretha van Nijenrode, een dochter van Otto van Nijenrode. Hendrik overleed op circa 65-jarige leeftijd en werd in het koor van de grafkapel op het Slot Zandenburg begraven.

## Voorouders
| Voorouders van Hendrik I van Borselen (1336-1401) | Voorouders van Hendrik I van Borselen (1336-1401)                               | Voorouders van Hendrik I van Borselen (1336-1401)                               | Voorouders van Hendrik I van Borselen (1336-1401)                               | Voorouders van Hendrik I van Borselen (1336-1401)                               | Voorouders van Hendrik I van Borselen (1336-1401)                               | Voorouders van Hendrik I van Borselen (1336-1401)                               | Voorouders van Hendrik I van Borselen (1336-1401)                               | Voorouders van Hendrik I van Borselen (1336-1401)                               |
| ------------------------------------------------- | ------------------------------------------------------------------------------- | ------------------------------------------------------------------------------- | ------------------------------------------------------------------------------- | ------------------------------------------------------------------------------- | ------------------------------------------------------------------------------- | ------------------------------------------------------------------------------- | ------------------------------------------------------------------------------- | ------------------------------------------------------------------------------- |
| Overgrootouders                                   | Wolfert I van Borselen (1245-1299) ∞ Sybille van Praet (1253-1292)              | Wolfert I van Borselen (1245-1299) ∞ Sybille van Praet (1253-1292)              | Jan II van Avesnes (1247-1304) ∞ ? (-)                                          | Jan II van Avesnes (1247-1304) ∞ ? (-)                                          | ? (-) ∞ ? (-)                                                                   | ? (-) ∞ ? (-)                                                                   | ? (-) ∞ ? (-)                                                                   | ? (-) ∞ ? (-)                                                                   |
| Grootouders                                       | Wolfert II van Borselen (1280-1317) ∞ Aleid van Zandenburg (ca.1290-1351)       | Wolfert II van Borselen (1280-1317) ∞ Aleid van Zandenburg (ca.1290-1351)       | Wolfert II van Borselen (1280-1317) ∞ Aleid van Zandenburg (ca.1290-1351)       | Wolfert II van Borselen (1280-1317) ∞ Aleid van Zandenburg (ca.1290-1351)       | Gijsbrecht Both van der Eem (1235-?) (-) ∞ Margretha van Arkel (1300-1368)      | Gijsbrecht Both van der Eem (1235-?) (-) ∞ Margretha van Arkel (1300-1368)      | Gijsbrecht Both van der Eem (1235-?) (-) ∞ Margretha van Arkel (1300-1368)      | Gijsbrecht Both van der Eem (1235-?) (-) ∞ Margretha van Arkel (1300-1368)      |
| Ouders                                            | Wolfert III van Borselen (1313-1351) ∞ 1410 Hedwig Both van der Eem (1320-1371) | Wolfert III van Borselen (1313-1351) ∞ 1410 Hedwig Both van der Eem (1320-1371) | Wolfert III van Borselen (1313-1351) ∞ 1410 Hedwig Both van der Eem (1320-1371) | Wolfert III van Borselen (1313-1351) ∞ 1410 Hedwig Both van der Eem (1320-1371) | Wolfert III van Borselen (1313-1351) ∞ 1410 Hedwig Both van der Eem (1320-1371) | Wolfert III van Borselen (1313-1351) ∞ 1410 Hedwig Both van der Eem (1320-1371) | Wolfert III van Borselen (1313-1351) ∞ 1410 Hedwig Both van der Eem (1320-1371) | Wolfert III van Borselen (1313-1351) ∞ 1410 Hedwig Both van der Eem (1320-1371) |